# Anii 830
Secole: Secolul al VIII-lea - Secolul al IX-lea - Secolul al X-lea
Decenii: Anii 780 Anii 790 Anii 800 Anii 810 Anii 820 - Anii 830 - Anii 840 Anii 850 Anii 860 Anii 870 Anii 880
Ani: 830 | 831 | 832 | 833 | 834 | 835 | 836 | 837 | 838 | 839